# Candilón
El candilón es un aparato que se emplea en las fábricas de cristal para trabajar objetos de reducidas dimensiones, como tubos capilares, termométricos, etc.
Consta de una mesa que tiene debajo un fuelle para dirigir el viento a un pequeño soplete; en el extremo de este hay un candil a cuya llama se coloca el objeto que se ha de trabajar.